# Харрисон, Джеймс (донор)
Джеймс Харрисон (James Harrison, также известный как «Человек с золотой рукой») — донор плазмы крови из Австралии. На основе его уникальной крови была создана вакцина Rho (D) иммуноглобулина. Пожертвовал плазму крови 1173 раза.
Занесён в Книгу рекордов Гиннесса.

## Биография
Джеймс Харрисон родился 27 декабря 1936 г. в Сиднее. В 14 лет перенёс серьёзную операцию в полости грудной клетки, и ему срочно пришлось перелить около 13 литров донорской крови. Мальчик, понимая, что эта кровь спасла ему жизнь, твёрдо решил стать донором, как только ему исполнится 18 лет.
Харрисон начал сдавать кровь в 1954 году. 
В 1960-е годы в Австралии остро стояла проблема высокой смертности новорождённых. Исследования показали, что в эту трагическую статистику основной вклад вносит резус-конфликт, возникающий в случаях, когда в организме беременной с отрицательным резус-фактором развивается резус-положительный плод. Это становится причиной гемолитической болезни у младенцев, а подчас приводит к внутриутробной гибели плода. Выяснив, что конфликт можно предотвратить с помощью инъекций антирезусного иммуноглобулина, выделяемого из плазмы крови человека, учёные принялись искать подходящего донора в банках крови — и вышли на Харрисона, чей донорский «стаж» тогда составлял 10 лет. Он согласился стать участником экспериментальной программы по разработке профилактики. Вскоре выяснилось, что его кровь содержит необычайно сильные и устойчивые антитела к антигену D резус-фактора. Кровь Харрисона оказалась настолько уникальной, что его жизнь была застрахована на один миллион долларов.
На основе плазмы его крови создали сыворотку, которая при введении её резус-отрицательной женщине, беременной резус-положительным ребенком, предотвращает развитие антител в крови плода и тем самым гемолитическую желтуху новорождённых. Харрисон сдавал плазму крови в среднем каждые три недели на протяжении 57 лет. 
В мае 2011 года он сдал ее в тысячный раз, что является мировым рекордом. 
До 2015 года все антирезусные препараты в Австралии изготавливались из плазмы Харрисона. 
В мае 2018 года Харрисон последний раз сдал кровь.
За время донорской деятельности Джеймса Харрисона пожертвованная им плазма крови помогла спасти жизни более 2 000 000 новорождённых, включая его собственного внука — второго сына дочери.

## Награды
Харрисон получил медаль ордена Австралии (OAM). Он был номинирован на награду «Австралиец года», но не выиграл её.